# Andreas Løchen
Andreas Løchen (1981) è un ex sciatore alpino norvegese.

## Biografia
Attivo in gare FIS dal febbraio del 1997, in Coppa Europa Løchen esordì il 13 marzo 2000 a Galtür in supergigante, senza completare la gara, ottenne il miglior piazzamento l'11 gennaio 2005 a Bad Kleinkirchheim nella medesima specialità (18º) e prese per l'ultima volta il via il 3 febbraio 2006 a Veysonnaz ancora in supergigante (34º). Da allora continuò a prendere parte a gare minori fino al definitivo ritiro, avvenuto in occasione dello slalom gigante FIS disputato il 7 febbraio 2011 a Oslo e chiuso da Løchen al 50º posto; in carriera non debuttò in Coppa del Mondo né prese parte a rassegne olimpiche o iridate.

## Palmarès

### Coppa Europa
- Miglior piazzamento in classifica generale: 112º nel 2005

### Campionati norvegesi
- 4 medaglie[1]:
  - 4 bronzi (discesa libera nel 2004; discesa libera, supergigante, combinata[senza fonte] nel 2006)